# Zia Cooke
Zia Alexandria Cooke (Toledo, 9 gennaio 2001) è una cestista statunitense, professionista nella WNBA.

## Carriera
È stata selezionata dalle Los Angeles Sparks al primo giro del Draft NBA 2023 (10ª scelta assoluta).

## Palmarès
- Campionessa NCAA (2022)